# Romulà
Els romulans són una raça extraterrestre de la franquícia de ciència-ficció estatunidenca Star Trek. El seu món adoptiu és Romulus, i dins del mateix sistema estel·lar s'han establert en un planeta germà, Remus. El seu món natal original, Vulcà, va ser rebatejat com a Ni'Var més tard en el cànon. Van aparèixer per primera vegada a la sèrie Star Trek (1966–1969). Han aparegut a la majoria de llançaments posteriors de "Star Trek", incloent-hi "La sèrie animada", "La nova generació", "Deep Space Nine", "Voyager", "Enterprise", "Discovery", "Picard", "Strange New Worlds", i "Lower Decks". Apareixen als llargmetratges de la sèrie de pel·lícules Star Trek: L'última frontera (1989), Star Trek VI: The Undiscovered Country (1991), Star Trek: Nemesis (2002) i Star Trek (2009). ambé apareixen en diversos altres mitjans derivats, com ara llibres, còmics, joguines i jocs.
L'escriptor Paul Schneider va crear els romulans per a l'episodi de Star Trek de 1966 "L'equilibri del terror". Com a base, va considerar com podria haver estat l'antic Imperi Romà si s'hagués desenvolupat fins al punt dels vols espacials. Físicament, els romulans es presentaven com a humanoidea, però el departament de maquillatge de la sèrie els donava orelles punxegudes per distingir-los dels humans. A la sèrie, que està ambientada al segle XXIII, es va especular que els romulans s'havien separat d'una altra espècie alienígena, els vulcanians, en un passat llunyà. A diferència dels vulcanians, que es presentaven com a científics filòsofs pacífics i orientats a la lògica, els romulans es representaven com a militaristes que havien fundat un imperi interestel·lar. Els romulans es van utilitzar com a antagonistes dels protagonistes de la sèrie, la nau estel·lar USS "Enterprise", la seva tripulació i el seu govern, la Federació Unida de Planetes.
El 1987, els guionistes de "Star Trek: La nova generació" —ambientada al segle XXIV— van tornar a utilitzar els romulans com a antagonistes de la Federació. Els dissenyadors de la sèrie van donar als romulans un nou vestuari i van afegir una cresta en forma de V al front de la majoria dels personatges romulans, tot i que amb indicis que també existien romulans sense crestes. A la sèrie Star Trek: Enterprise, els romulans sense crestes es representen fent-se passar per vulcans (que tampoc en tenen). La pel·lícula del 2009 Star Trek representava el món natal dels romulans, Romulus, destruït per una supernova l'any 2387. Aquesta pel·lícula presentava els romulans sense les crestes del cap. L'impacte de la destrucció de Romulus forma un tema argumental a la sèrie Star Trek: Picard. Els romulans d'aquesta sèrie els han inclòs  amb i sense crestes, i una línia sobre els romulans del nord pot haver estat destinada a referir-se a aquests dos grups.

## Història

### Desenvolupament original
Els romulans són una espècie extraterrestre fictícia de l'univers Star Trek i van ser ideats per a l'episodi "L'equilibri del terror". El 2014, l'episodi va ser qualificat com el millor de la franquícia per io9. Es van reutilitzar per a l'episodi de la segona temporada "Els anys mortals" i l'episodi de la tercera temporada "Incident a l'Enterprise".
Són éssers humanoides originaris del planeta Romulus i són coneguts per la seva astúcia, el seu secretisme i les seves relacions sovint contradictòries amb altres civilitzacions, especialment amb la Federació Unida de Planetes. Fisiològicament, els romulans són similars als vulcanians, una altra espècie de l'univers Star Trek. De fet, els romulans comparteixen un avantpassat comú amb els vulcanians i es consideren una branca de la mateixa espècie. Tenen orelles punxegudes i celles arquejades, i posseeixen una gran força, intel·ligència i longevitat.
Els romulans es van diferenciar dels seus homòlegs vulcanians fa mil·lennis a causa de diferències ideològiques. Mentre que els vulcanians van abraçar la lògica i els ensenyaments de Surak, defensant el control emocional i el pacifisme, els romulans van rebutjar aquests principis. Van abraçar les seves emocions i van mantenir una societat més militarista i secreta. Els romulans són coneguts per les seves estratègies astutes, l'espionatge i la manipulació en assumptes polítics. Tenen un exèrcit poderós i formidable, amb les seves naus espacials de guerra característiques com a símbol del seu poder.
Al llarg de diverses sèries i pel·lícules de Star Trek, els romulans han estat retratats com a adversaris complexos amb tradicions culturals profundes i un sentiment de superioritat sobre altres espècies. Les seves interaccions amb altres faccions de l'univers Star Trek sovint impliquen intrigues polítiques, espionatge i intents d'expandir la seva influència a la galàxia.
Tot i que es basaven en l'Imperi Romà, van assumir el paper adversari de la Xina comunista de l'era de la Guerra Freda, amb el govern fictici de la Federació Unida de Planetes fent el paper dels Estats Units, i els klingons, basats en l'Imperi Mongol, fent el paper de la Unió Soviètica. Com a resultat, els romulans generalment eren retratats com a misteriosos, però també "altament militaristes, agressius per naturalesa i despietats en la guerra". El maquillatge necessari per a un episodi que incloïa romulans a la sèrie original es va tornar massa car i requeria massa temps, de manera que els romulans es van convertir en gran part eclipsat pels klíngons.

### Reintroducció als anys vuitanta i noranta
Després del llançament de Star Trek: La nova generació el 1987, els guionistes de la sèrie van presentar els romulans a l'episodi final de la primera temporada, "La zona neutral", que es va emetre als Estats Units el maig de 1988. L'episodi va ser escrit per Maurice Hurley, qui més tard va admetre haver-lo fet precipitadament, preparant un guió en un dia i mig. A l'episodi, que està ambientat l'any 2364, la nau de la Flota Estel·lar USS Enterprise-D —la tripulació de la qual són els principals protagonistes de la sèrie— respon a la desaparició de les colònies de la Federació al llarg de la Zona Neutral, per por que reflecteixi la creixent activitat romulana a la regió. Investigant, la tripulació de l'"Enterprise" es troba amb una nau espacial romulana; s'afirma que aquesta és la primera trobada entre els dos pobles en 53 anys. Els romulans revelen que també han tingut colònies destruïdes al seu costat de la frontera, i les dues espècies acorden compartir informació sobre el tema en el futur. En episodis posteriors es revela que aquestes colònies van ser destruïdes per una espècie prèviament desconeguda, els borg, que els guionistes de la sèrie havien ideat com un nou antagonista alienígena després de la insatisfacció amb el seu intent anterior, els ferengi. Les idees inicials dels guionistes havien proposat una història de diversos episodis en què els governs de la Federació i els romulans cooperarien per lluitar contra els Borg; finalment, només certs elements d'aquesta idea van entrar a "La Zona Neutral", i els Borg no s'introduirien a la primera temporada, sinó a l'episodi de la segona temporada "Què Q?".
Es van dissenyar nous vestits per als actors que interpretaven als romulans, creats pel dissenyador de vestuari de la sèrie William Theiss.
La nau romulana de nou disseny que va aparèixer a "La zona neutral" va ser construïda com a model en miniatura per Greg Jein. La nau presentava una cresta romulana de nou disseny, amb un ocell rampinyaire estilitzat que agafava dos planetes, Ròmul i Rem, amb les seves urpes. Més endavant a la sèrie, aquest tipus de nau seria explícitament... conegut com a "au de guerra". El 1989, AMT va llançar un kit de plàstic de la nau, juntament amb altres kits per a una nau ferengi i una nau d'au de guerra klingon.
Els romulans van ser reutilitzats per a l'episodi de la segona temporada "Contagi", escrit per Steve Gerber i Beth Woods i emès per primera vegada el març de 1989. En aquest episodi, l'"Enterprise"-D va entrar a la Zona Neutral per respondre a una trucada de socors i acaba en conflicte amb una nau romulana, ambdues naus espacials desactivades per un virus informàtic alienígena. "Contagi" va ser el primer episodi de la franquícia "Star Trek" a que va donar nom a la nau romulana, en aquest cas la "Haakona". A l'episodi de la tercera temporada "L'enemic", escrit per David Kemper i Michael Piller i estrenat el novembre de 1989, es representa l'"Enterprise"-D rescatant una nau romulana estavellada. L'episodi va presentar el personatge romulà Tomalak, interpretat per Andreas Katsulas, que reapareixeria en tres episodis més de "La nova generació". També va establir encara més la idea d'una enemistat significativa entre els romulans i els klíngons, amb l'oficial klingon de l'"Enterprise", Worf (Michael Dorn), negant-se a donar sang per salvar la vida d'un romulà ferit; Els guionistes havien debatut si incloure això, amb Dorn inicialment reticent.
Tres episodis més tard, a "El desertor", escrit per Ronald D. Moore i estrenat el gener de 1990, es presenta un almirall romulà que intenta desertar a la Federació. L'episodi és el primer de la franquícia que inclou imatges del mateix Romulus i va introduir el disseny d'una nau d'exploració romulana. "El desertor" també inclou una referència a la batalla de Cheron, un incident a la guerra Terra-Romulana del segle XXII que s'havia esmentat anteriorment a "L'equilibri del terror".

#### Deep Space NineiVoyager
Per a "The Search", l'episodi inicial en dues parts de la tercera temporada de Star Trek: Deep Space Nine, es va introduir un enllaç romulà. L'episodi, escrit per Ira Steven Behr, Robert Hewitt Wolfe i Ronald D. Moore, va presentar la introducció d'una nova nau de la Flota Estel·lar, l'USS Defiant; els guionistes van incloure la idea que havia estat equipada amb un dispositiu de camuflatge pels romulans a canvi d'informació que la Federació va obtenir sobre una altra potència alienígena, el Domini. Un personatge romulà, T'Rul (Martha Hackett), va ser inclòs per supervisar l'ús del dispositiu a bord del Defiant. Els guionistes de la sèrie havien planejat inicialment incloure T'Rul com a element permanent a la sèrie, però van decidir que no oferia prou potencial per a noves històries.
Els romulans van ser reutilitzats més tard aquella temporada a "Visionary", on es presenten intentant destruir l'estació espacial Espai Profund 9 com a part del seu pla per col·lapsar el forat de cuc proper i així evitar una invasió del Domini del Quadrant Alfa, la regió de l'espai on tant la Federació com els romulans resideixen. Tres episodis més tard, els episodis seguits "Improbable Cause" i "The Die Is Cast" van tornar a presentar els romulans, en aquest cas retratant una missió conjunta del Tal Shiar romulà i l'Ordre d'Obsidiana cardassiana per paralitzar fatalment el Domini erradicant els seus líders, els Fundadors. Per a aquests episodis, es van dissenyar nous vestits de Tal Shiar; Moore va relatar que això va ser en part decisió seva, ja que "odiava, subratllava, odiava, els vestits romulans [introduïts a la primera temporada de La nova generació]. Els grans coixinets a les espatlles, l'encoixinat, simplement ho detestava". El dissenyador de vestuari Robert Blackman va assenyalar que el seu equip va crear vuit nous uniformes romulans, utilitzant la mateixa tela que els antics però "la vam tenyir lleugerament, i els vam fer molt més elegants i una mica més amenaçadors".

#### Star Trek: Nemesis

Es va crear una versió estilitzada del logotip romulà per als materials publicitaris de Star Trek: Nemesis, però mai es va utilitzar a l'univers.

Els romulans van ser els principals antagonistes de la pel·lícula del 2002 Star Trek: Nemesis, amb gran part de l'acció ambientada a Romulus. La pel·lícula també va introduir els remans, habitants de l'altre planeta del sistema romulà, que serveixen com a casta de treballadors esclaus a la societat romulana.

#### Star Trek: Enterprise
En la temporada 4, els romulans van tenir un paper fonamental als episodis "Kir'Shara", "Babel One", United" i "The Aenar". A "Kir'Shara", es revela que l'administrador V'Las de l'Alt Comandament Vulcaniàà està conspirant amb un agent romulà per "reunificar" els seus dos pobles per la força. L'agent, el major Talok, persegueix el capità Archer, T'Pol i T'Pau per la zona de Vulcà coneguda com La Forja durant tot l'episodi, tot i que la seva veritable naturalesa no es revela fins al final. A més, a l'episodi anterior "Awakening", Archer va aprendre de Surak que durant el "Temps del Despertar", un cisma vulcanià d'aquells que "buscaven un retorn a les formes salvatges" i "van marxar sota les ales del raptor" (més tard el símbol del poble romulà) perpetren un atac nuclear cataclísmic contra Surak i la seva societat il·lustrada. Poc després de la mort de Surak, aquests reincidents vulcanians abandonaren el seu món natal per colonitzar els planetes Romulus i Remus.
A "Babel One", "United" i "The Aenar", els romulans planegen desestabilitzar el seu sector de l'espai utilitzant naus drons disfressades de naus de diverses cultures per enfrontar els seus enemics entre si. Aquestes naus drons són pilotades remotament mitjançant telepresència per Gareb, un jove Aenar segrestat pels romulans que li havia mentit dient que era l'últim del seu poble. El complot va ser descobert pels esforços de la tripulació de l'"Enterprise" i, en canvi, va resultar en la unió dels humans, els vulcanians, els andorians i els tellarites per derrotar l'amenaça romulana, apropant-los més que mai. L'"Enterprise" demana l'ajuda de la germana d'en Gareb, Jhamel, que contacta telepàticament amb el seu germà i li informa de la veritat. Gareb es gira contra els romulans, destruint una nau drònica i permetent que l'"Enterprise" destrueixi l'altra, frustrant el complot romulà. Com a represàlia, l'almirall romulà Valdore mata Gareb per la seva traïció.

### Reinvenció: 2009–present
Després que Star Trek: Nemesis resultés ser un fracàs financer i Star Trek: Enterprise fos cancel·lada, el productor executiu de la franquícia Rick Berman i el guionista Erik Jendresen van començar a desenvolupar una nova pel·lícula titulada Star Trek: The Beginning, que s'havia d'ambientar durant la Guerra Terra-Romulana del segle XXII. El projecte mai es va materialitzar. En canvi, es va prendre la decisió de reinventar la sèrie creant una pel·lícula utilitzant els personatges de la sèrie original de "Star Trek" però interpretats per nous actors. En elaborar un guió per a la nova pel·lícula, el director J. J. Abrams va declarar que volia que els romulans fossin els antagonistes perquè havien aparegut menys que els klíngons a la sèrie original de "Star Trek".Els guionistes de la pel·lícula, Roberto Orci i Alex Kurtzman, van pensar que seria incorrecte demonitzar els klíngons com a vilans de nou després que haguessin estat presentats heroicament en sèries posteriors de "Star Trek"; També volien utilitzar Spock com a personatge central de la pel·lícula i creien que la presència romulana continuaria la història de Spock des de la seva última aparició cronològica a "Unificació".
A la pel·lícula de reinvenció d'Abrams del 2009, titulada Star Trek, el planeta Romulus és destruït per una supernova l'any 2387. Una nau minera romulana, la Narada, sobreviu i viatja en el temps fins al segle XXIII; el seu comandant, Nero (Eric Bana), està compromès a destruir el planeta Vulcà per castigar Spock per no haver aconseguit salvar Romulus. Els actors que interpretaven els romulans en aquesta pel·lícula portaven tres pròtesis aplicades a les orelles i al front, mentre que Bana tenia una quarta pròtesi per a la marca de mossegada de l'orella que s'estén fins a la part posterior del cap del seu personatge. Els romulans de la pel·lícula no tenien les crestes en forma de V al front, que havien estat presents en totes les seves representacions fora de la sèrie original. Neville Page volia honrar això fent que la tripulació de Nero també es fes cicatrius ritualment, formant queloides que recordessin les crestes en "V". Es va abandonar perquè no van perseguir prou la idea.
La reacció de Picard a la destrucció de Romulus és la història de fons i la premissa central de Star Trek: Picard. La sèrie comença amb Picard en un exili autoimposat a la seva vinya francesa després de la seva dimissió en protesta per la gestió dels romulans i androides per part de la Flota Estel·lar. Picard té dos romulans que viuen a la seva finca. Almenys dos grups de romulans van sobreviure: un grup va formar l'Estat Lliure Romulà, mentre que l'altre grup va ser evacuat al planeta Vashti.
A l'episodi "Unification III" de Star Trek: Discovery, el somni de l'ambaixador Spock de la reunificació vulcaniana/romulana ha estat aconseguit. Els romulans han tornat al seu món natal ancestral (des de llavors rebatejat com a Ni'Var) i s'han reunificat amb els seus cosins vulcanians. Quan els vulcanians van decidir retirar-se de la Federació a causa de l'esdeveniment apocalíptic conegut com la Cremada, en realitat van ser els romulans els que volien quedar-s'hi, segons l'almirall Vance de la Flota Estel·lar. A l'episodi "All Is Possible", Ni'Var es reincorpora a la Federació.

## Au de Guerra romulana

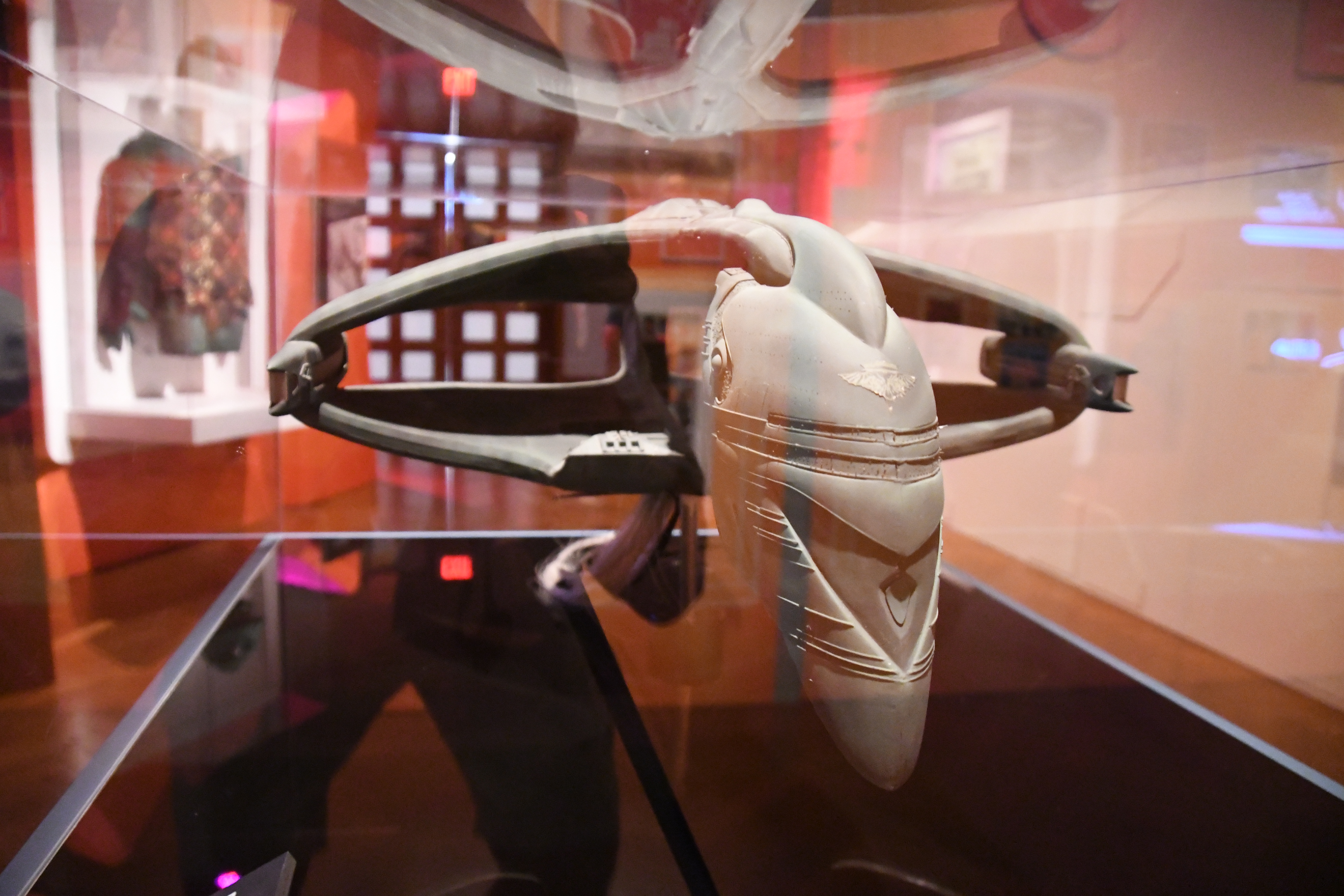
Miniatura d’Au de Guerra exposada al Museu Henry Ford de Dearborn

L'Au de guerra va ser desenvolupat per Andrew Probert amb el model construït per Greg Jein.A la sèrie es va introduir a l'episodi "La zona neutral" i es va veure de manera recurrent a la franquícia a partir de llavors. A l'univers de Star Trek, és el doble de gran que l'Enterprise D de Picard i està impulsada per una singularitat quàntica artificial. És coneguda per la seva mida i potència a Star Trek per Picard i la seva tripulació.
El 2017, Space.com va dir que l’Au de Guerra era la novena millor nau espacial de la franquícia de Star Trek. El 2020, CNET va classificar l’Au de Guerra Romulana com la 16a nau espacial més potent de Star Trek.

## Idioma
S'han construït dues llengües fictícies per als romulans i els remans de la franquícia Star Trek.
El primer va ser creat per Diane Duane per a la seva sèrie de novel·les no canòniques anomenada Rihannsu. En aquesta imaginació, va ser una creació intencionada, basada en l'Antic Alt Vulcanià quan els romulans van deixar Vulcà i van establir la seva pròpia societat. Duane la descriu com una mena de llatí i gal·lès.
La segona va ser creada per a la sèrie de televisió Star Trek: Picard. El seu guió és diferent dels visionats ocasionals d'escriptura romulana en sèries anteriors. A partir del 2021, s'ha publicat poca informació sobre la llengua.

## Recepció
El 2017, Den of Geek va classificar els romulans com els setens millors alienígenes de les 50 espècies de la franquícia Star Trek, per davant dels ferengi però per darrere dels Q, i en primer i segon lloc respectivament hi havia els vulcanians i els klíngons.

## Altres mitjans
Els romulans han estat el centre d'una sèrie de llibres no canònics i han aparegut o han estat esmentats en altres mitjans no canònics. Entre les seves aparicions clau hi ha:
- La minisèrie de Diane Duane Star Trek: Rihannsu, que consta de cinc llibres escrits entre 1984 i 2006, es considera una de les obres més detallades centrades en els romulans.[29][30]
- A Killing Time (1985) de Dalla Van Hise, els romulans utilitzen el viatge en el temps per alterar la història, cosa que fa que James T. Kirk es converteixi en alferes i Spock en capità de nau estel·lar.
- Un prototip d'au de guerra romulana és el focus de la novel·la de Simon Hawke The Romulan Prize (1993).
- A "The Romulan Stratagem" (1995), de Robert Greenberger, Jean-Luc Picard i la seva tripulació competeixen amb l'oficial romulà Sela per convèncer un planeta que s'uneixi als seus respectius estats.
- A "Red Sector" (1999) de Diane Carey, Spock i Leonard McCoy intenten curar un virus que ha infectat la família reial romulana.
- A "Vulcan's Heart" (1999), de Josepha Sherman i Susan M. Schwartz, Spock viatja a Romulus per ajudar el comandant romulà de "Incident a l'Enterprise".
- "Captain's Blood" (2003), una de les moltes obres de col·laboració entre el protagonista de "Star Trek", William Shatner, i Judith i Garfield Reeves-Stevens, es va centrar en la implicació de Kirk en la prevenció d'una guerra civil romulana després de "Star Trek: Nemesis".
- L'incident de Tomed és el tema central de la novel·la de David R. George III "Serpents Among the Ruins" (2003), que presenta la tripulació de l'"Enterprise-B".
- Star Trek: Vulcan's Soul és una trilogia escrita per Sherman i Shwartz entre el 2004 i el 2007; ambientada després de la Guerra del Domini, se centra en els membres de la tripulació original de Kirk que s'involucren en una guerra entre els romulans i una altra branca vulcaniana, els watraii.
- A la novel·la de "Star Trek: Titan" "Taking Wing" (2005), l'Imperi Estel·lar Romulà s'esfondra en una guerra civil després de "Star Trek: Nemesis".
- La novel·la de Star Trek: Titan, The Red King (2005), comença amb la desaparició d'una flota romulana i presenta Donatra, el comandant romulà que apareix a Star Trek: Nemesis, treballant al costat de William Riker i la seva tripulació.
- A la novel·la Kobayashi Maru (2008) de Michael A. Martin i Andy Mangels, l'almirall Valdore intenta una vegada més causar conflictes a la regió aproximadament un any després de l'incident que va involucrar els Aenar, aquesta vegada utilitzant un sistema de "telecaptura", dissenyat per prendre el control de les naus enemigues. Utilitzant tres naus klíngon, Valdore ataca els aliats de la Coalició de Planetes amb l'esperança de debilitar o destruir dos enemics de l'Imperi Estel·lar Romulà provocant una guerra. El capità Archer finalment aconsegueix proporcionar proves d'aquest engany romulà. A això li segueix un altre intent fallit de trencar l'aliança que implica l'ús de creuers vulcanians telecapturats contra Pròxima del Centaure (un membre recent de la coalició). Al llibre, l'esdeveniment que finalment desencadena la declaració de guerra de la Coalició contra els romulans és la destrucció de la nau de càrrega terrestre Kobayashi Maru.
- The Romulan War: Beneath the Raptor's Wing és la seqüela de Kobayashi Maru. Ambientada entre el 22 de juliol de 2155 i el 22 de juliol de 2156, detalla la guerra entre la Coalició de Planetes i l'Imperi Estel·lar Romulà. La història se centra en els intents romulans de prendre el control de la Coalició mentre els vulcanians, conscients que són vulnerables a l'arma de telecaptura, es retiren de la lluita aviat. Els altres membres de la Coalició es retiren un per un davant les contínues pèrdues, deixant a la Flota Estel·lar de la Terra la responsabilitat d'aturar l'amenaça romulana.
- A Star Trek Online, ambientada l'any 2409, el supervivent romulà D'Tan (la versió adulta d'un personatge secundari de l'episodi "Unificació II" de TNG, interpretat per Vidal Peterson) va ajudar a construir un Nou Ròmul després de la destrucció del món natal original vint-i-dos anys abans. Com a part de la reconstrucció d'una nova República Romulana, es va convertir en líder del Moviment d'Unificació Romulana en un intent de continuar la tasca de l'ambaixador Spock d'unir els pobles vulcanià i romulà.